# Аппер-Рідо (озеро)
Озеро Аппер-Рідо (Верхнє Рідо) (англ. Upper Rideau Lake) розташоване в муніципалітеті Рідо-Лейкс, в об'єднаних графствах Лідс і Ґренвілл у Східному Онтаріо, Канада. Воно розташоване в басейні річки Святого Лаврентія та географічно найвище озеро в системі каналів Рідо.

## Гідрологія
Озеро Аппер-Рідо є вершиною системи каналів Рідо з висотою поверхні 124,65 м над рівнем моря. Незважаючи на найвищу висоту, озеро Верхнє Рідо не є вершиною вододілу. Вода тече на північ до річки Рідо, течії на південь до річки Катаракві немає.
Приплив відбувається з озера Вестпорт-Сенд, частини підбасейну озера Рідо.
Відтік через шлюз Нарровз веде до озера Біґ-Рідо, яке зрештою впадає в річку Святого Лаврентія через річку Оттава.

## Геологія
Розлом озера Рідо (давній розлом земної кори внаслідок натягу) пояснює велике оголення граніту, яке можна спостерігати на більшій частині північного берега озера Аппер-Рідо. Північна половина озера Аппер-Рідо розташована на Алґонкінському нагір'ї. Основа цього горбистого докембрійського ландшафту складається здебільшого з гнейсів і мармуру та вкрита дуже тонким шаром змішаного льодовикового осаду. Південна половина озера Аппер-Рідо розташована між нагір'ям Алґонкін і вапняковою рівниною водоспаду Смітс. Корінні породи тут складаються з палеозойських кварцових пісковиків, доломітів і конгломератів, покритих різноманітними відкладеннями; змішаний льодовиковий осад, піщаний льодовиковий тил, мул і глина, органічні відкладення та пісок.

## Історія
До створення каналу Рідо (1826-1832) Верхнє, Велике та Нижнє озера Рідо були одним озером. Початковий план полягав у тому, щоб воно залишилося як одне озеро, розкопавши природні кам’янисті мілини на Аппер-Наровз. Коли це виявилося складним і дорогим, підполковник Джон Бай завершив плани побудови дамби та шлюзу (тепер шлюз Нарровз), який відокремив і таким чином утворив озеро Верхнє Рідо. Створення Narrows Lock підняло воду в цьому басейні приблизно на 8 футів (2,5 м). Це затоплення спричинило деякі негайні зміни на землі. Утоплені берегові лінії призвели до кількох новостворених боліт і відмирання деревостанів.

## Slack Water System
Рівень води вздовж системи каналу Рідо ретельно контролюється Міністерством природних ресурсів, лісового господарства та парків Канади. Рівень води регулюється для рекреаційних цілей, що забезпечує достатній осад протягом навігаційного сезону та для мешканців, які мають доки, елінги та берегову лінію. Наприкінці травня рівень води досягає максимуму, поступово знижується протягом літа, досягаючи найнижчої точки в жовтні до зимового робочого рівня. Під час цього циклу діапазон висоти води становить приблизно 1 метр.

## Населені пункти
Селище Вестпорт розташоване на західній частині озера. Селище Ньюборо розташоване на південній частині озера, на стику між озерами Верхнє Рідо та Ньюборо. Обидва села пропонують житло, ресторани, магазини та причали для плавзасобів. Берегова лінія в основному перебуває у приватній власності сезонних і постійних жителів. Земля, що перебуває у федеральній власності, включає заповідну зону гори Фолі та землю навколо двох шлюзів.

## Відпочинок
Озеро Верхнє Рідо широко відоме своєю риболовлею на окуня. Інші водні види діяльності включають катання на човнах, веслування та плавання. На березі є поля для гольфу та навколишні стежки для піших прогулянок, походів на снігоступах і бігових лижах. Житло на набережній доступне на різноманітних пристанях, у кемпінгах і місцях відпочинку. У 2015 році шлюз Ньюборо зафіксував 5355 проходів суден, тоді як шлюз Нарровз повідомив про 6208.

### Заповідник гори Фолі
Розташований на озері Аппер-Рідо поблизу Вестпорту, заповідник Фолі-Маунтін може похвалитися 9 км пішохідних доріжок, мальовничим оглядовим майданчиком Spy rock, освітніми програмами, природознавчим центром, місцями для пікніків і природним місцем для купання.

### Стежка Рідо
Рідо-Трейл - найдовша стежка в східному Онтаріо, що тягнеться від Кінґстона до Оттави. Ця мальовнича пішохідна стежка пролягає якомога ближче до каналу Рідо та проходить уздовж північного берега озера Верхнє Рідо.

## Зовнішні посилання
- Національні ресурси Канади
- Асоціація озера Аппер-Рідо
- Друзі Рідо
- Туристична асоціація маршруту спадщини Рідо